# Mangua medialis
Mangua medialis är en spindelart som beskrevs av Forster 1990. Mangua medialis ingår i släktet Mangua och familjen Synotaxidae. Inga underarter finns listade i Catalogue of Life.